# NGC 1049
NGC 1049 (auch Fornax 3) ist ein Kugelsternhaufen im Sternbild Fornax, der am 19. Oktober 1835 von John Herschel entdeckt wurde. Der Kugelsternhaufen war aufgrund seiner deutlich höheren Flächenhelligkeit lange Zeit vor seiner Heimatgalaxie, der Fornax-Zwerggalaxie Beobachtung zugänglich. NGC 1049 ist der hellste der sechs bekannten Kugelsternhaufen der Fornax-Zwerggalaxie. Der Sternhaufen weist eine geringe Metallizität auf und ist somit in der Frühgeschichte der Zwerggalaxie entstanden.